# Budowlani Lublin (rugby)
Klub Sportowy Budowlani – klub sportowy w Lublinie, istniejący od 1974, posiadający drużynę rugby union.

## Historia
Klub powstał jesienią 1974 roku z osiedlowego klubu sportowego „Spójnia”. Drużyna rugby istniała od wiosny 1975. Pierwsze treningi sekcji rugby odbyły się w marcu 1975. Założycielem klubu był Leszek Naskręt, a pierwszym trenerem wielokrotny reprezentant Polski Jan Jagieniak. Drużyna występowała w II lidze w latach 1975–76, 1978-79, 1983-84, a w I lidze w latach 1976-78, 1979-82, 1985-2007. W 2007 Budowlani ponownie spadli do II ligi. Po reorganizacji rozgrywek ligowych w 2009 Budowlani znaleźli się w I lidze (stanowiącej odtąd drugi poziom rozgrywek). W sezonie 2010/11 awansowali do Ekstraligi. Spadli z niej do I ligi w 2014 i powrócili do niej w 2016.
Największymi sukcesami drużyny są medale mistrzostw Polski: srebrne w 1990 i 1992 oraz brązowe w 1991, 1993 i 2003.

## Sukcesy

### Seniorzy
- Wicemistrzostwo Polski: 1990, 1992.
- Trzecie miejsce mistrzostw Polski: 1991, 1993, 2003.
- Puchar Polski: 2002.

### Juniorzy
- Mistrzostwo Polski: 1988, 2010, 2013.
- Wicemistrzostwo Polski: 2008, 2017.
- Trzecie miejsce mistrzostw Polski: 1989, 1993, 2009, 2012, 2019[1].
- Mistrzostwo Polski rugby 7: 2017.
- Wicemistrzostwo Polski rugby 7: 2013.
- Trzecie miejsce mistrzostw Polski w rugby 7: 2018.

### Kadeci
- Mistrzostwo Polski: 2007, 2011.
- Wicemistrzostwo Polski: 2001, 2004, 2005, 2010.
- Trzecie miejsce mistrzostw Polski: 1988, 1995, 1998, 2008, 2017.
- Mistrzostwo Polski rugby 7: 2015, 2016.
- Wicemistrzostwo Polski rugby 7: 2011.
- Trzecie miejsce mistrzostw Polski rugby 7: 2010, 2012, 2017.